# 希腊回纹

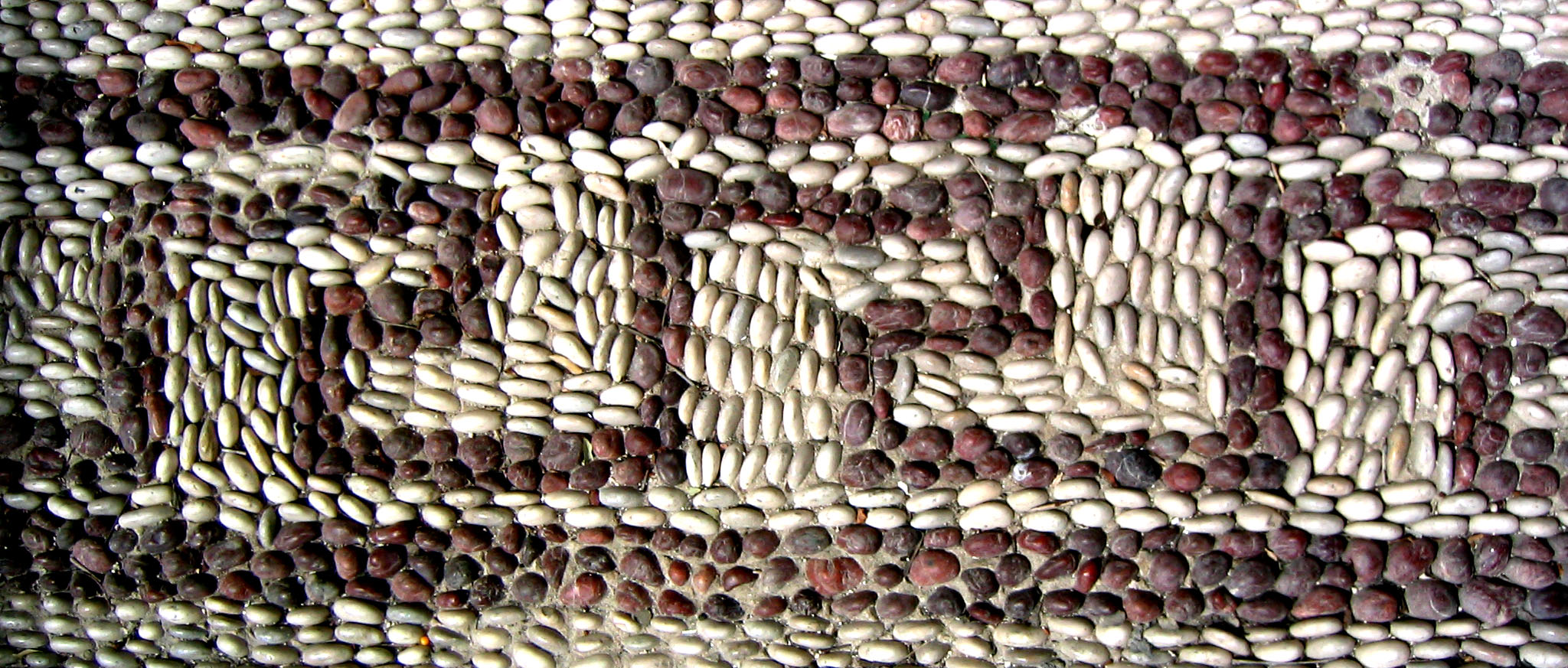
羅得城铺路石上的希腊回纹

希腊回纹（希臘語：Μαίανδρος）是古希腊艺术中常见的设计纹理，也在其他文化的艺术中独立出现。

## 名称
这一纹路的希腊文名称来自古希腊（今土耳其）著名的河流大門德雷斯河，因纹路与这条河一样多弯。
其他语言中，这一纹路经常被称为“希腊纹”，例如意大利语 。

## 其他文化
中国商代青铜器上的细装饰纹理，与希腊回纹十分相似。

## 现代用途
- 希腊新法西斯主义政党人民协会－金色黎明的党徽使用了希腊回纹图案。
- 纽约市20世纪常见的一次性咖啡杯“anthora”上印有希腊回纹以及其他受希腊艺术影响的装饰元素。
- 香港大館B倉的地板上印有希臘回紋。

## 样例

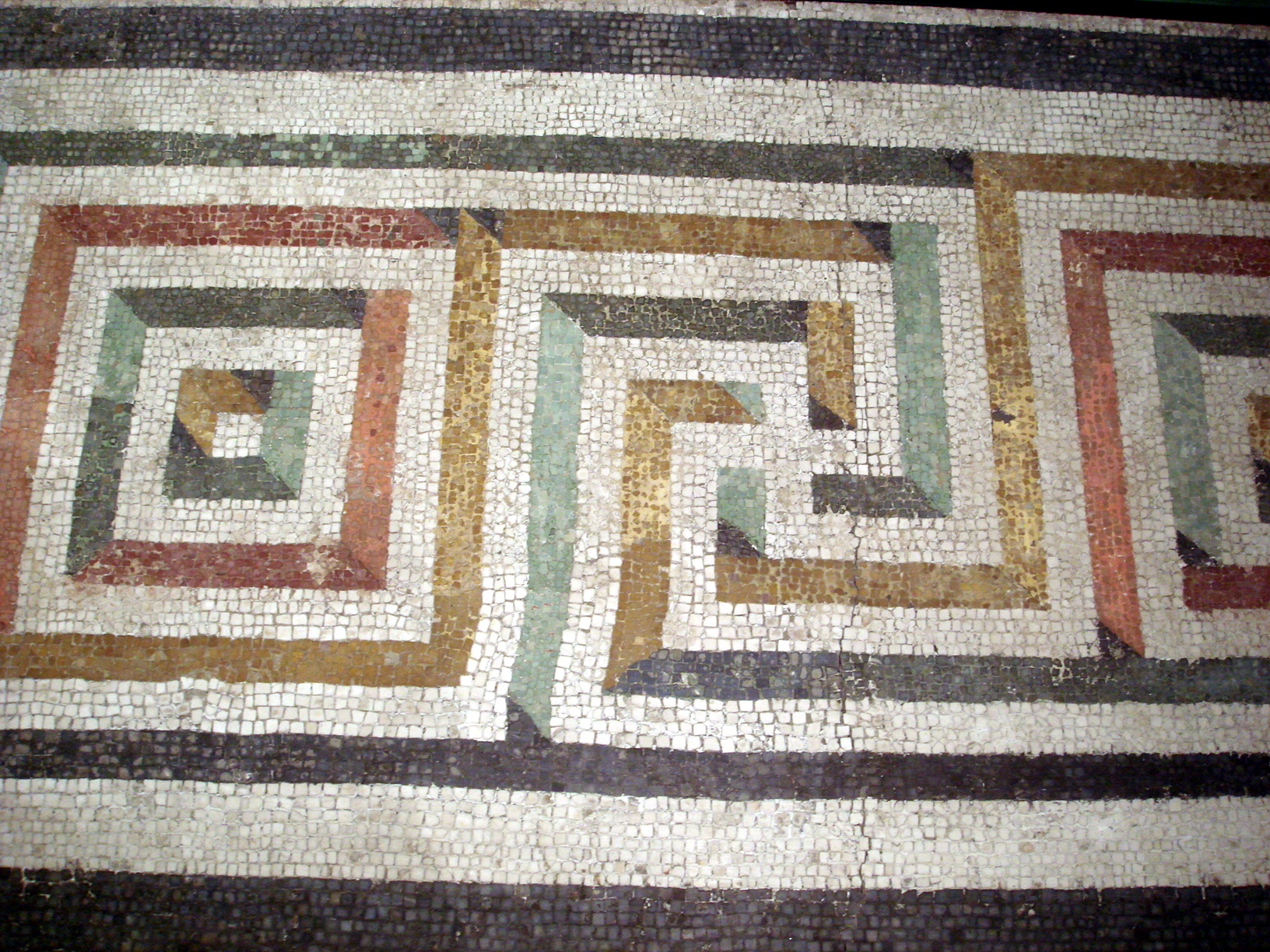
古罗马的希腊回纹
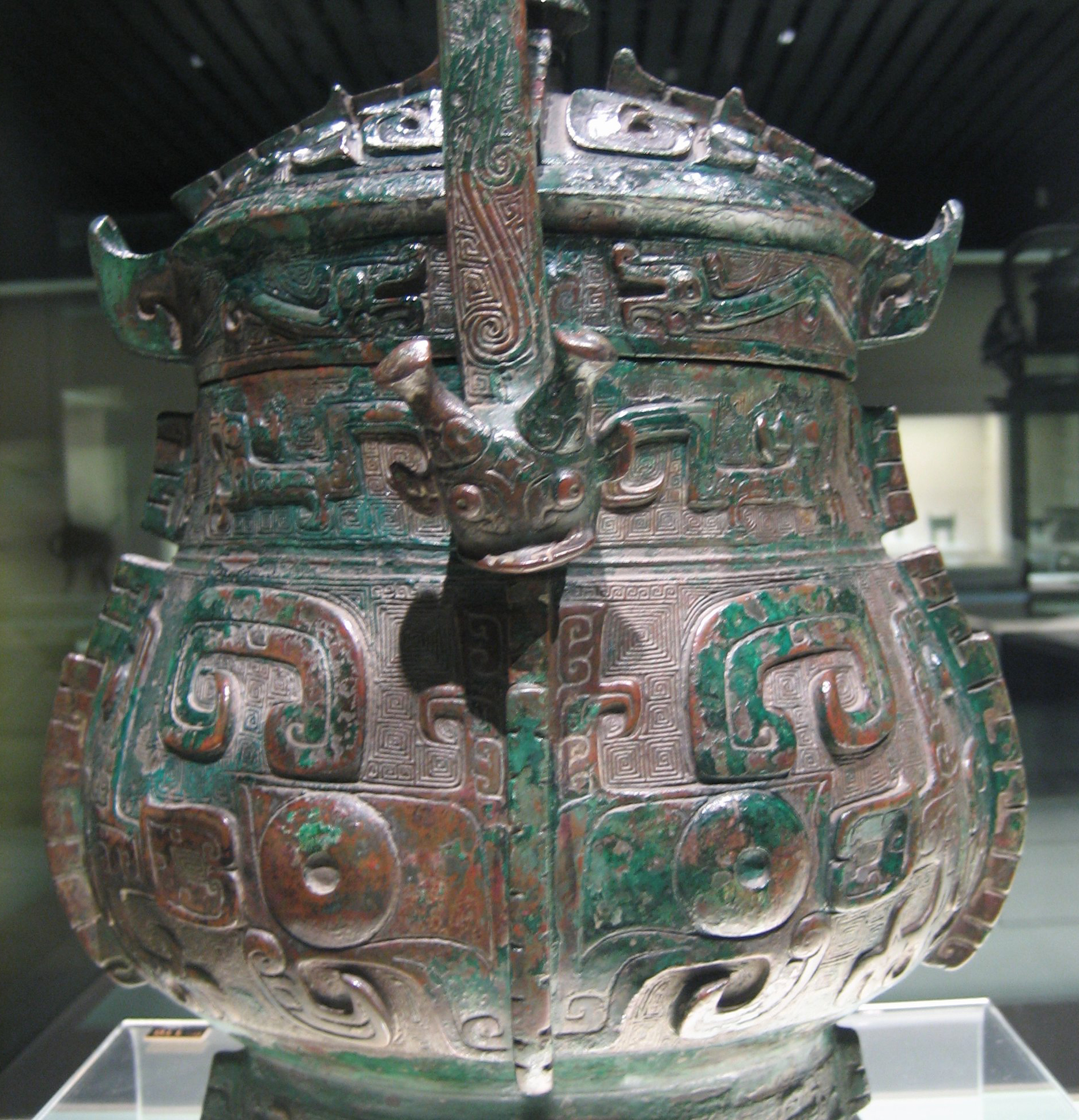
商代青铜器，其中最细的纹路类似希腊回纹